# Kanton Montmorency
Kanton Montmorency (fr. Canton de Montmorency) je francouzský kanton v departementu Val-d'Oise v regionu Île-de-France. Tvoří ho šest obcí. Před reformou kantonů 2014 ho tvořily dvě obce.

## Obce kantonu
od roku 2015:
- Andilly
- Enghien-les-Bains
- Margency
- Montlignon
- Montmorency
- Soisy-sous-Montmorency

před rokem 2015:
- Groslay
- Montmorency